# Sommer-Universiade 2019
Die Sommer-Universiade 2019, offiziell XXX. Sommer-Universiade, fand vom 3. bis zum 14. Juli in der süditalienischen Stadt Neapel statt.

## Vergabe
Im November 2013 war Brasília als Ausrichter gewählt worden. 2015 verzichtete man jedoch wegen der finanziellen Risiken auf die Ausrichtung. Im Mai 2016 wurde dann Neapel als Ausrichter der Universiade 2019 bestimmt.

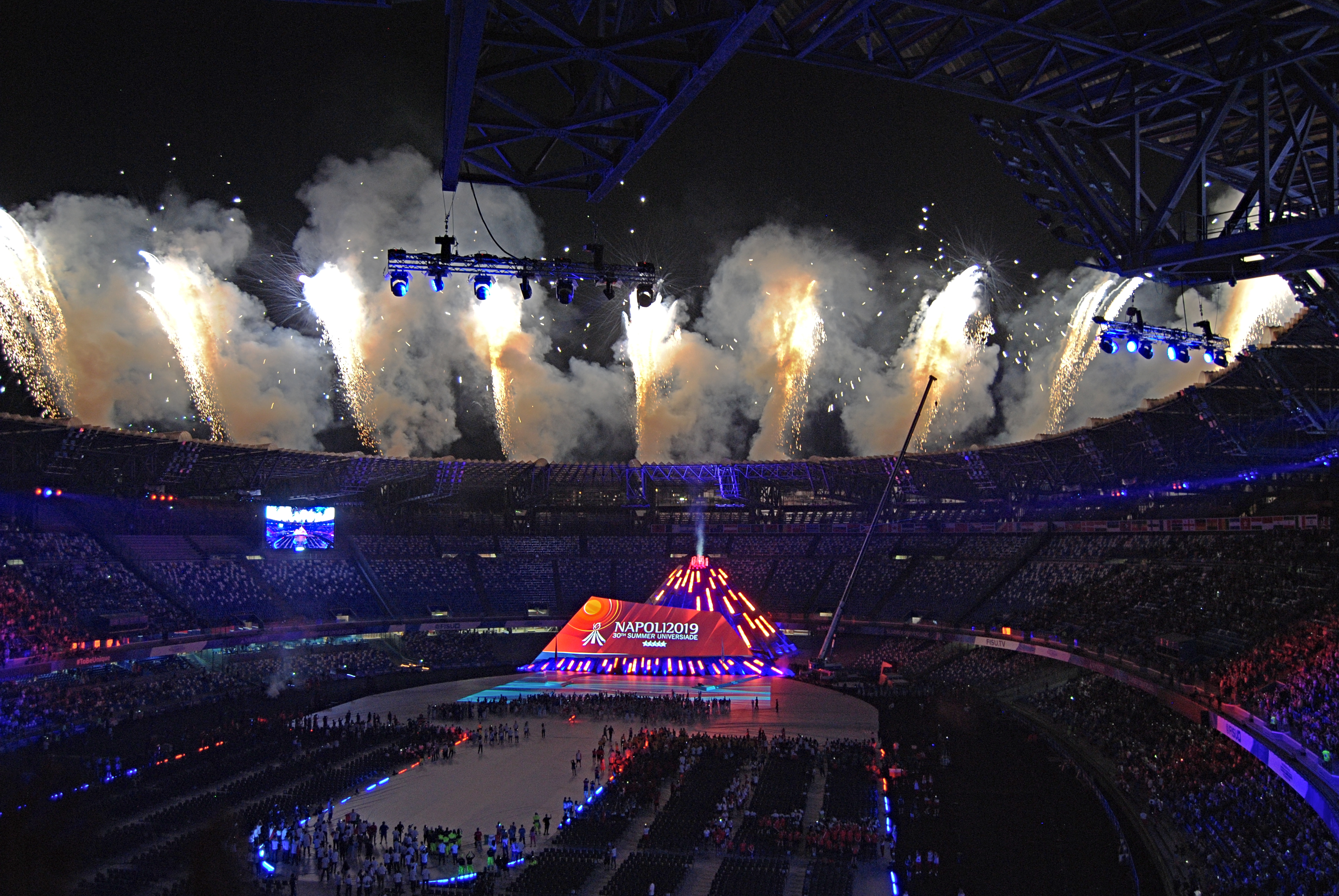
Eröffnungsfeier am 3. Juli 2019 im Stadio San Paolo

## Wettkampfstätten
Die Eröffnungsfeier fand im Stadio San Paolo statt.
- Stadio San Paolo für Eröffnungs- und Abschlussfeier und Leichtathletik
- Partenio Stadium für Fechtbewerbe
- Palasport Del Mauro, PalaBarbuto, PalaCercola und PalaJacazzi für die Basketballbewerbe
- PalaVesuvio für Gerätturnen und Rhythmische Sportgymnastik
- Ex Nato und L. Moccia Stadium für die Rugby-Bewerbe

## Teilnehmer
- Ägypten
- Äthiopien
- Algerien
- Argentinien
- Armenien
- Aserbaidschan
- Australien
- Belarus
- Belgien
- Brasilien
- Bulgarien
- Burkina Faso
- Chile
- Chinesisch Taipeh
- Dänemark
- Deutschland
- Estland
- Finnland
- Frankreich
- Georgien
- Großbritannien
- Hongkong
- Indien
- Indonesien
- Iran
- Irland
- Israel
- Italien
- Japan
- Kanada
- Kasachstan
- Kolumbien
- Kroatien
- Lettland
- Litauen
- Malaysia
- Marokko
- Mexiko
- Moldau
- Mongolei
- Neuseeland
- Niederlande
- Nordkorea
- Norwegen
- Österreich
- Philippinen
- Polen
- Portugal
- Rumänien
- Russland
- Schweden
- Schweiz
- Serbien
- Singapur
- Slowakei
- Slowenien
- Spanien
- Südafrika
- Südkorea
- Thailand
- Trinidad und Tobago
- Tschechien
- Türkei
- Turkmenistan[3]
- Uganda
- Ukraine
- Ungarn
- Uruguay
- Usbekistan
- Vereinigte Staaten
- Vietnam
- Volksrepublik China
- Zentralafrikanische Republik
- Zypern

## Sportarten
xLegende zum nachfolgend dargestellten Wettkampfprogramm:
|  | Eröffnungs- und Abschlusszeremonie |  | Qualifikationswettkämpfe | ? | Finalentscheidungen |

Letzte Spalte: Gesamtanzahl der Entscheidungen in den einzelnen Sportarten
| Zeitplan der Universiade 2019 (mit Anzahl der Entscheidungen) | Zeitplan der Universiade 2019 (mit Anzahl der Entscheidungen) | Zeitplan der Universiade 2019 (mit Anzahl der Entscheidungen) | Zeitplan der Universiade 2019 (mit Anzahl der Entscheidungen) | Zeitplan der Universiade 2019 (mit Anzahl der Entscheidungen) | Zeitplan der Universiade 2019 (mit Anzahl der Entscheidungen) | Zeitplan der Universiade 2019 (mit Anzahl der Entscheidungen) | Zeitplan der Universiade 2019 (mit Anzahl der Entscheidungen) | Zeitplan der Universiade 2019 (mit Anzahl der Entscheidungen) | Zeitplan der Universiade 2019 (mit Anzahl der Entscheidungen) | Zeitplan der Universiade 2019 (mit Anzahl der Entscheidungen) | Zeitplan der Universiade 2019 (mit Anzahl der Entscheidungen) | Zeitplan der Universiade 2019 (mit Anzahl der Entscheidungen) | Zeitplan der Universiade 2019 (mit Anzahl der Entscheidungen) | Zeitplan der Universiade 2019 (mit Anzahl der Entscheidungen) |
|                                                               | Di                                                            | Mi                                                            | Do                                                            | Fr                                                            | Sa                                                            | So                                                            | Mo                                                            | Di                                                            | Mi                                                            | Do                                                            | Fr                                                            | Sa                                                            | So                                                            | Gesamt                                                        |
| Juli                                                          | 2.                                                            | 3.                                                            | 4.                                                            | 5.                                                            | 6.                                                            | 7.                                                            | 8.                                                            | 9.                                                            | 10.                                                           | 11.                                                           | 12.                                                           | 13.                                                           | 14.                                                           |                                                               |
| ------------------------------------------------------------- | ------------------------------------------------------------- | ------------------------------------------------------------- | ------------------------------------------------------------- | ------------------------------------------------------------- | ------------------------------------------------------------- | ------------------------------------------------------------- | ------------------------------------------------------------- | ------------------------------------------------------------- | ------------------------------------------------------------- | ------------------------------------------------------------- | ------------------------------------------------------------- | ------------------------------------------------------------- | ------------------------------------------------------------- | ------------------------------------------------------------- |
| Eröffnung                                                     |                                                               |                                                               |                                                               |                                                               |                                                               |                                                               |                                                               |                                                               |                                                               |                                                               |                                                               |                                                               |                                                               |                                                               |
| Basketball                                                    |                                                               |                                                               |                                                               |                                                               |                                                               |                                                               |                                                               |                                                               | 1                                                             | 1                                                             |                                                               |                                                               |                                                               | 2                                                             |
| Bogenschießen                                                 |                                                               |                                                               |                                                               |                                                               |                                                               |                                                               |                                                               |                                                               |                                                               |                                                               | 5                                                             | 5                                                             |                                                               | 10                                                            |
| Fechten                                                       |                                                               |                                                               | 2                                                             | 2                                                             | 2                                                             | 2                                                             | 2                                                             | 2                                                             |                                                               |                                                               |                                                               |                                                               |                                                               | 12                                                            |
| Fußball                                                       |                                                               |                                                               |                                                               |                                                               |                                                               |                                                               |                                                               |                                                               |                                                               |                                                               | 1                                                             | 1                                                             |                                                               | 2                                                             |
| Judo                                                          |                                                               |                                                               | 4                                                             | 4                                                             | 4                                                             | 2                                                             |                                                               |                                                               |                                                               |                                                               |                                                               |                                                               |                                                               | 14                                                            |
| Leichtathletik                                                |                                                               |                                                               |                                                               |                                                               |                                                               |                                                               | 2                                                             | 6                                                             | 9                                                             | 8                                                             | 11                                                            | 14                                                            |                                                               | 50                                                            |
| Rhythmische Sportgymnastik                                    |                                                               |                                                               |                                                               |                                                               |                                                               |                                                               |                                                               |                                                               |                                                               |                                                               | 2                                                             | 6                                                             |                                                               | 8                                                             |
| Rugby                                                         |                                                               |                                                               |                                                               |                                                               |                                                               | 2                                                             |                                                               |                                                               |                                                               |                                                               |                                                               |                                                               |                                                               | 2                                                             |
| Schießen                                                      |                                                               |                                                               | 1                                                             | 3                                                             | 2                                                             | 1                                                             | 3                                                             | 5                                                             |                                                               |                                                               |                                                               |                                                               |                                                               | 15                                                            |
| Schwimmen                                                     |                                                               |                                                               | 4                                                             | 5                                                             | 5                                                             | 7                                                             | 4                                                             | 7                                                             | 8                                                             |                                                               |                                                               |                                                               |                                                               | 40                                                            |
| Segeln                                                        |                                                               |                                                               |                                                               |                                                               |                                                               |                                                               |                                                               |                                                               |                                                               |                                                               | 1                                                             |                                                               |                                                               | 1                                                             |
| Taekwondo                                                     |                                                               |                                                               |                                                               |                                                               |                                                               | 2                                                             | 3                                                             | 3                                                             | 3                                                             | 3                                                             | 3                                                             | 2                                                             |                                                               | 19                                                            |
| Tennis                                                        |                                                               |                                                               |                                                               |                                                               |                                                               |                                                               |                                                               |                                                               |                                                               |                                                               | 4                                                             | 3                                                             |                                                               | 7                                                             |
| Tischtennis                                                   |                                                               |                                                               |                                                               |                                                               |                                                               | 2                                                             |                                                               | 1                                                             | 2                                                             | 2                                                             |                                                               |                                                               |                                                               | 7                                                             |
| Turnen                                                        |                                                               |                                                               | 1                                                             | 1                                                             | 2                                                             | 10                                                            |                                                               |                                                               |                                                               |                                                               |                                                               |                                                               |                                                               | 14                                                            |
| Volleyball                                                    |                                                               |                                                               |                                                               |                                                               |                                                               |                                                               |                                                               |                                                               |                                                               |                                                               | 1                                                             | 1                                                             |                                                               | 2                                                             |
| Wasserball                                                    |                                                               |                                                               |                                                               |                                                               |                                                               |                                                               |                                                               |                                                               |                                                               |                                                               |                                                               | 1                                                             | 1                                                             | 2                                                             |
| Wasserspringen                                                |                                                               |                                                               | 4                                                             | 2                                                             | 3                                                             | 2                                                             | 4                                                             |                                                               |                                                               |                                                               |                                                               |                                                               |                                                               | 15                                                            |
| Abschluss                                                     |                                                               |                                                               |                                                               |                                                               |                                                               |                                                               |                                                               |                                                               |                                                               |                                                               |                                                               |                                                               |                                                               |                                                               |
| Medaillenentscheidungen                                       | 0                                                             | 0                                                             | 17                                                            | 17                                                            | 19                                                            | 30                                                            | 16                                                            | 22                                                            | 23                                                            | 14                                                            | 26                                                            | 35                                                            | 1                                                             | 220                                                           |
| Juli                                                          | 2.                                                            | 3.                                                            | 4.                                                            | 5.                                                            | 6.                                                            | 7.                                                            | 8.                                                            | 9.                                                            | 10.                                                           | 11.                                                           | 12.                                                           | 13.                                                           | 14.                                                           |                                                               |
|                                                               | Di                                                            | Mi                                                            | Do                                                            | Fr                                                            | Sa                                                            | So                                                            | Mo                                                            | Di                                                            | Mi                                                            | Do                                                            | Fr                                                            | Sa                                                            | So                                                            | Gesamt                                                        |

## Medaillenspiegel
| Platz  | Mannschaft          | Gold | Silber | Bronze | Gesamt |
| ------ | ------------------- | ---- | ------ | ------ | ------ |
| 1      | Japan               | 33   | 21     | 28     | 82     |
| 2      | Russland            | 22   | 24     | 36     | 82     |
| 3      | Volksrepublik China | 22   | 13     | 8      | 43     |
| 4      | Vereinigte Staaten  | 21   | 17     | 15     | 53     |
| 5      | Südkorea            | 17   | 17     | 16     | 50     |
| 6      | Italien             | 15   | 13     | 16     | 44     |
| 7      | Chinesisch Taipeh   | 9    | 13     | 10     | 32     |
| 8      | Mexiko              | 8    | 7      | 6      | 21     |
| 9      | Iran                | 7    | 3      | 7      | 17     |
| 10     | Südafrika           | 6    | 8      | 4      | 18     |
| 11     | Ukraine             | 6    | 7      | 7      | 20     |
| 12     | Australien          | 6    | 5      | 6      | 17     |
| 13     | Brasilien           | 5    | 3      | 9      | 17     |
| 14     | Türkei              | 4    | 5      | 5      | 14     |
| 15     | Polen               | 4    | 2      | 9      | 15     |
| 16     | Frankreich          | 3    | 9      | 11     | 23     |
| 17     | Großbritannien      | 3    | 3      | 4      | 10     |
| 18     | Aserbaidschan       | 2    | 3      | 2      | 7      |
| 19     | Usbekistan          | 2    | 2      | 4      | 8      |
| 20     | Tschechien          | 2    | 2      | 3      | 7      |
| 21     | Finnland            | 2    | 2      | 1      | 5      |
| 22     | Schweiz             | 2    | 1      | 1      | 4      |
| 23     | Moldau              | 2    | –      | 2      | 4      |
| 24     | Deutschland         | 1    | 9      | 8      | 18     |
| 25     | Kasachstan          | 1    | 5      | 1      | 7      |
| 26     | Belarus             | 1    | 3      | 1      | 5      |
| 27     | Österreich          | 1    | 2      | –      | 3      |
| 28     | Kanada              | 1    | 1      | 4      | 6      |
| 29     | Indien              | 1    | 1      | 2      | 4      |
| 29     | Litauen             | 1    | 1      | 2      | 4      |
| 29     | Slowakei            | 1    | 1      | 2      | 4      |
| 32     | Marokko             | 1    | 1      | 1      | 3      |
| 33     | Thailand            | 1    | –      | 4      | 5      |
| 34     | Ungarn              | 1    | –      | 2      | 3      |
| 35     | Armenien            | 1    | –      | 1      | 2      |
| 35     | Estland             | 1    | –      | 1      | 2      |
| 35     | Neuseeland          | 1    | –      | 1      | 2      |
| 35     | Nordkorea           | 1    | –      | 1      | 2      |
| 35     | Zypern              | 1    | –      | 1      | 2      |
| 40     | Algerien            | 1    | –      | –      | 1      |
| 40     | Bulgarien           | 1    | –      | –      | 1      |
| 40     | Philippinen         | 1    | –      | –      | 1      |
| 40     | Schweden            | 1    | –      | –      | 1      |
| 44     | Portugal            | –    | 2      | 2      | 4      |
| 45     | Ägypten             | –    | 2      | –      | 2      |
| 46     | Rumänien            | –    | 1      | 3      | 4      |
| 47     | Belgien             | –    | 1      | 2      | 3      |
| 47     | Niederlande         | –    | 1      | 2      | 3      |
| 49     | Georgien            | –    | 1      | 1      | 2      |
| 49     | Mongolei            | –    | 1      | 1      | 2      |
| 49     | Norwegen            | –    | 1      | 1      | 2      |
| 49     | Uganda              | –    | 1      | 1      | 2      |
| 53     | Argentinien         | –    | 1      | –      | 1      |
| 53     | Burkina Faso        | –    | 1      | –      | 1      |
| 53     | Trinidad und Tobago | –    | 1      | –      | 1      |
| 56     | Hongkong            | –    | –      | 2      | 2      |
| 57     | Äthiopien           | –    | –      | 1      | 1      |
| 57     | Chile               | –    | –      | 1      | 1      |
| 57     | Dänemark            | –    | –      | 1      | 1      |
| 57     | Indonesien          | –    | –      | 1      | 1      |
| 57     | Irland              | –    | –      | 1      | 1      |
| 57     | Israel              | –    | –      | 1      | 1      |
| 57     | Kroatien            | –    | –      | 1      | 1      |
| 57     | Lettland            | –    | –      | 1      | 1      |
| 57     | Malaysia            | –    | –      | 1      | 1      |
| 57     | Singapur            | –    | –      | 1      | 1      |
| 57     | Slowenien           | –    | –      | 1      | 1      |
| 57     | Spanien             | –    | –      | 1      | 1      |
| Gesamt |                     |      |        |        |        |